# Hackerberg
Hackerberg (en húngaro: Vághegy) es una ciudad localizada en el Distrito de Güssing, estado de Burgenland, Austria.
- Datos: Q372167
- Multimedia: Hackerberg / Q372167

1. ↑  Worldpostalcodes.org, código postal n.º 8292.